# Yannick Arthur Gomis
Yannick Arthur Gomis, meglio conosciuto come Yannick Gomis (Dakar, 3 febbraio 1992), è un calciatore senegalese, attaccante dell'Arīs Limassol.

## Carriera

### Club

#### Gli inizi
Originario di Dakar, dopo essere cresciuto nelle giovanili della squadra della sua città, il 1º luglio 2015 ha firmato il suo primo contratto da professionista per l'Orléans. Esordisce in prima squadra il 29 luglio 2016 , nella partita casalinga contro il Le Havre persa per 0-1. Mette a segno il suo primo gol il 7 febbraio 2017, nella partita contro il Laval vinta per 2-1. Il 28 aprile 2017, mette a segno la sua prima tripletta, nella partita contro il Red Star vinta per 4-0. Il 12 maggio ha segnato il gol del pareggio contro il Clermont Foot pareggiata per 2-2.
Ha segnato il suo primo gol e consegnato il suo primo assist il primo giorno della stagione seguente contro il Nancy. Solo autore di 3 gol in 15 presenze, torna dopo la tregua con l'ambizione di segnare. Il 19 gennaio ha segnato contro l'Auxerre. Ha segnato il gol della vittoria contro il Lens nel 23' giorno. Autore di ottime prestazioni nel club, ha segnato due gol contro il Bourg-en-Bresse. Il 4 maggio, durante il 37' giorno contro il Châteauroux permette alla sua squadra di strappare un pareggio in tempo di arresto. Gomis viene rivelato durante la stagione 2017-2018, dove è stato capocannoniere dell'Orléans con 12 gol in campionato.

#### Lens

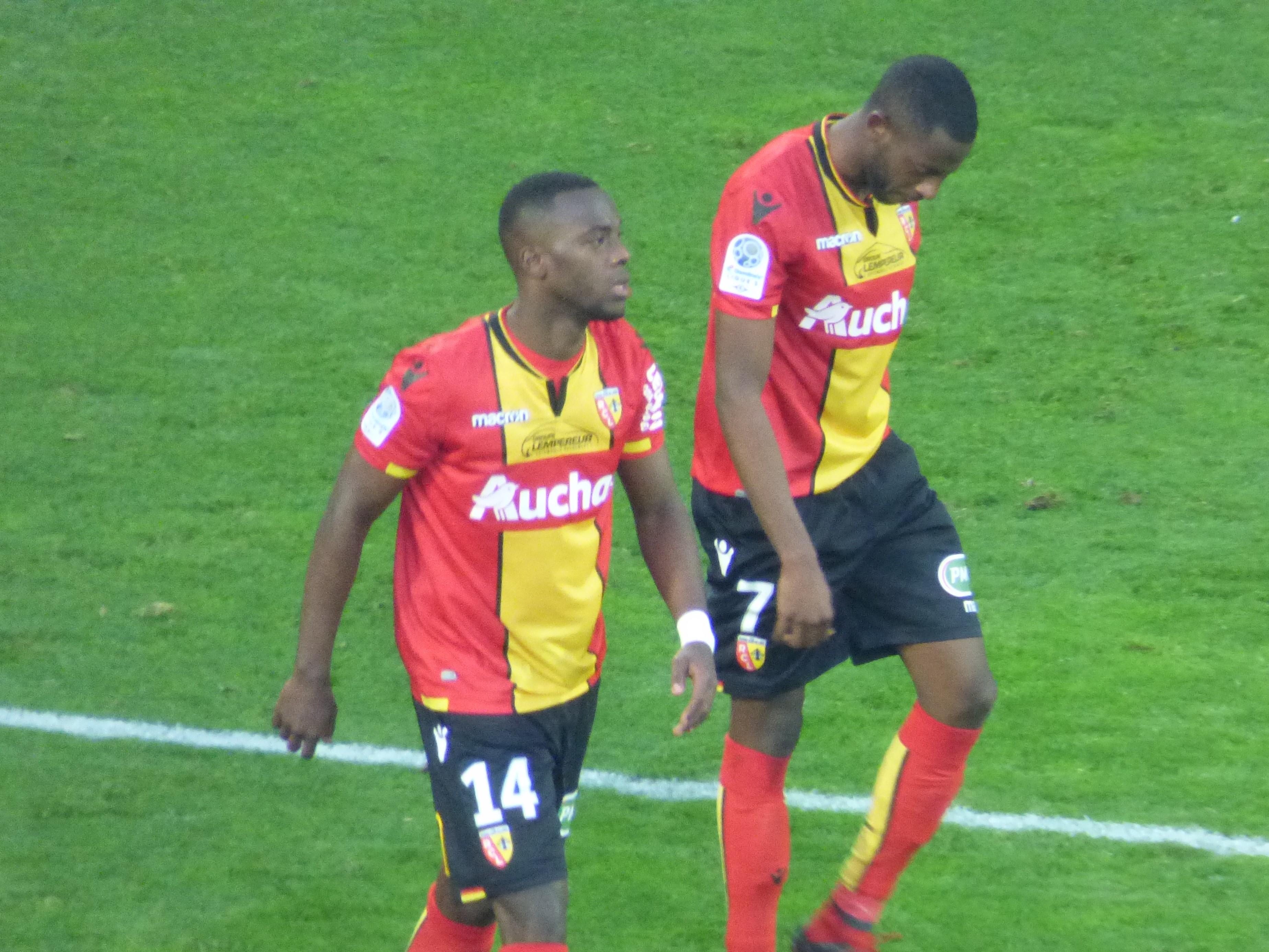
Gomis (a destra) con il nel 2018.

Il 1º luglio 2018 viene annunciato il suo passaggio a titolo definitivo al Lens; secondo le indiscrezioni di stampa, il costo del trasferimento sarebbe pari a 700.000 euro con il diritto di riscatto a favore dell'Orléans per 600.000 euro. Il 27 luglio 2018 durante la prima giornata di campionato della Ligue 2 di fronte alla sua ex squadra, l'Orleans, Gomis ha aperto le marcature per il Lens al 20' minuto. La partita terminerà col risultato di 2-0. Il 18 agosto 2018, ha segnato il suo terzo gol in 4 presenze e ha emesso un passaggio definitivo contro il Nancy. Aggiungerà un nuovo obbiettivo il giorno successivo contro il Troyes.
Il 15 settembre 2018 ha segnato il suo primo gol della vittoria per 2-0 contro il Sochaux di sangue e oro. Nel 8' giorno ha segnato un gol contro il Niort, permettendo alla sua squadra di vincere 1-2 all'aperto. Porta, quindi, il suo totale di 5 gol e 1 assist. Nel maggio 2019 viene convocato in Relegation Ligue 1 2018-2019, apparendo per la prima volta il 21 maggio 2019, nella partita ospite contro il Paris FC vinta per 5-6. Segna il suo primo gol in Ligue 1 il 24 maggio 2019, nella partita ospite contro il Troyes, vinta 1-2. Segna in tutto 1 gol e 1 assist in 4 presenze.
Il 1º giugno 2019 viene messo fuori dalla rosa a causa della volontà di non rinnovare il contratto e il 3 giugno 2019 risolve il contratto con il club francese, rimanendo svincolato.

#### Guingamp
Il 29 agosto 2019 viene acquistato dal Guingamp per 4 milioni di euro.

### Nazionale
Gomis ha iniziato la sua carriera internazionale giovanile con la squadra olimpica senegalese, apparendo per la prima volta il 17 marzo 2012, nella partita ospite amichevole contro la nazionale olimpica messicana persa per 2-1.
Esordisce con la nazionale senegalese il 6 luglio 2013, nella partita amichevole contro la nazionale mauritana, segnando, anche, il suo primo gol in nazionale.

## Statistiche

### Presenze e reti nei club
| Stagione        | Squadra         | Campionato      | Campionato | Campionato | Coppe nazionali | Coppe nazionali | Coppe nazionali | Coppe continentali | Coppe continentali | Coppe continentali | Altre coppe | Altre coppe | Altre coppe | Totale | Totale | Totale |
| Stagione        | Squadra         | Comp            | Pres       | Reti       | Comp            | Pres            | Reti            | Comp               | Pres               | Reti               | Comp        | Pres        | Reti        | Pres   | Reti   |        |
| --------------- | --------------- | --------------- | ---------- | ---------- | --------------- | --------------- | --------------- | ------------------ | ------------------ | ------------------ | ----------- | ----------- | ----------- | ------ | ------ | ------ |
| 2016-2017       | Orléans         | N1              | 15         | 0          | CF+CdL          | 3+0             | 2+0             |                    | -                  | -                  |             | -           | -           | 18     | 2      |        |
| 2017-2018       | Orléans         | L2              | 15         | 5          | CF+CdL          | 1+2             | 0+0             |                    | -                  | -                  |             | -           | -           | 18     | 5      |        |
| 2018-2019       | Orléans         | L2              | 31         | 12         | CF+CdL          | 0+2             | 0+0             |                    | -                  | -                  |             | -           | -           | 33     | 12     |        |
| Totale Orléans  | Totale Orléans  | Totale Orléans  | 61         | 17         |                 | 6               | 2               |                    |                    |                    |             |             |             | 69     | 19     |        |
| 2018-2019       | Lens            | L2              | 42         | 17         | CF+CdL          | 1+1             | 0+0             |                    | -                  | -                  |             | -           | -           | 37     | 17     |        |
| Totale carriera | Totale carriera | Totale carriera | 103        | 34         |                 | 8               | 2               |                    | -                  | -                  |             | -           | -           | 106    | 36     |        |

### Cronologia presenze e reti in nazionale
| Cronologia completa delle presenze e delle reti in nazionale ― Senegal | Cronologia completa delle presenze e delle reti in nazionale ― Senegal | Cronologia completa delle presenze e delle reti in nazionale ― Senegal | Cronologia completa delle presenze e delle reti in nazionale ― Senegal | Cronologia completa delle presenze e delle reti in nazionale ― Senegal | Cronologia completa delle presenze e delle reti in nazionale ― Senegal | Cronologia completa delle presenze e delle reti in nazionale ― Senegal | Cronologia completa delle presenze e delle reti in nazionale ― Senegal |
| Data                                                                   | Città                                                                  | In casa                                                                | Risultato                                                              | Ospiti                                                                 | Competizione                                                           | Reti                                                                   | Note                                                                   |
| ---------------------------------------------------------------------- | ---------------------------------------------------------------------- | ---------------------------------------------------------------------- | ---------------------------------------------------------------------- | ---------------------------------------------------------------------- | ---------------------------------------------------------------------- | ---------------------------------------------------------------------- | ---------------------------------------------------------------------- |
| 6-7-2013                                                               | Senegal                                                                | Senegal                                                                | 1 – 0                                                                  | Mauritania                                                             | Amichevole                                                             | 1                                                                      |                                                                        |
| 20-7-2013                                                              | Mauritania                                                             | Mauritania                                                             | 2 – 0                                                                  | Senegal                                                                | Amichevole                                                             | -                                                                      |                                                                        |
| Totale                                                                 |                                                                        | Presenze                                                               | 2                                                                      |                                                                        | Reti                                                                   | 1                                                                      |                                                                        |

| Cronologia completa delle presenze e delle reti in nazionale ― Senegal olimpica | Cronologia completa delle presenze e delle reti in nazionale ― Senegal olimpica | Cronologia completa delle presenze e delle reti in nazionale ― Senegal olimpica | Cronologia completa delle presenze e delle reti in nazionale ― Senegal olimpica | Cronologia completa delle presenze e delle reti in nazionale ― Senegal olimpica | Cronologia completa delle presenze e delle reti in nazionale ― Senegal olimpica | Cronologia completa delle presenze e delle reti in nazionale ― Senegal olimpica | Cronologia completa delle presenze e delle reti in nazionale ― Senegal olimpica |
| Data                                                                            | Città                                                                           | In casa                                                                         | Risultato                                                                       | Ospiti                                                                          | Competizione                                                                    | Reti                                                                            | Note                                                                            |
| ------------------------------------------------------------------------------- | ------------------------------------------------------------------------------- | ------------------------------------------------------------------------------- | ------------------------------------------------------------------------------- | ------------------------------------------------------------------------------- | ------------------------------------------------------------------------------- | ------------------------------------------------------------------------------- | ------------------------------------------------------------------------------- |
| 17-3-2012                                                                       | San Francisco                                                                   | Messico                                                                         | 2 – 1                                                                           | Senegal                                                                         | Amichevole                                                                      | -                                                                               |                                                                                 |
| Totale                                                                          |                                                                                 | Presenze                                                                        | 1                                                                               |                                                                                 | Reti                                                                            | 0                                                                               |                                                                                 |

## Palmarès

### Club

#### Competizioni nazionali
- Campionato cipriota: 1

Arīs Limassol: 2022-2023
- Supercoppa di Cipro: 1

Arīs Limassol: 2023